# Хрнчјаровце на Парни
Хрнчјаровце на Парни (слч. Hrnčiarovce nad Parnou) насељено је мјесто са административним статусом сеоске општине (слч. obec) у округу Трнава, у Трнавском крају, Словачка Република.

## Становништво
| Година:    | 1994. | 2004.   | 2014.   | 2024.   |
| ---------- | ----- | ------- | ------- | ------- |
| Број људи: | 1991  | 2067    | 2250    | 2231    |
| Разлика:   |       | +3,81 % | +8,85 % | -0,84 % |

| Година:    | 2023. | 2024.   |
| ---------- | ----- | ------- |
| Број људи: | 2229  | 2231    |
| Разлика:   |       | +0,08 % |

Према подацима о броју становника из 2024. године насеље је имало 2231 становника.

## Познате особе
- Јан Хлубик (1896—1965), СДБ, римокатолички cвештеник, религијски затвореник (осуђен на 2 година затвора)[6]